# 제12회 서울독립영화제
제12회 서울독립영화제는 1986년 10월 7일에 열린 시상식이다.

## 수상 및 후보

### 네이버상
- 방학일지 - 구일교 수상

### 코닥상
- 텔레삐삐 - 조진 수상
- 부드러운 산책 - 김태영 수상

### 기획상
- 잃어버린 시계 - 유정만 수상

### 촬영상
- 소리빛깔 - 최상훈 수상

### 편집상
- 590423-1086792 - 박미숙 수상

### 조명상
- 부드러운 산책 - 김영수 수상

### 녹음상
- 무지개의 꿈 - 박정은 수상